# Roque nos Jogos Olímpicos de Verão de 1904
O roque, variação americana do croquet, apareceu nos Jogos Olímpicos uma única vez, na edição de St. Louis 1904. Os Estados Unidos foram a única a nação a participar da modalidade, com quatro atletas.

## Medalhistas
| Ouro   | USA Charles Jacobus |
| Prata  | USA Smith Streeter  |
| Bronze | USA Charles Brown   |

## Resultados

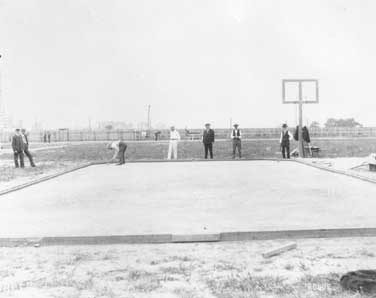
Competição de roque nos Jogos de St. Louis.

A disputa ocorreu no sistema de todos contra todos em dois turnos, totalizando seis partidas para cada competidor.
| Pos. | Atleta               | V | D |
| ---- | -------------------- | - | - |
| 1    | USA Charles Jacobus  | 5 | 1 |
| 2    | USA Smith Streeter   | 4 | 2 |
| 3    | USA Charles Brown    | 3 | 3 |
| 4    | USA William Chalfant | 0 | 6 |

## Quadro de medalhas
| Ordem | País               | Medalha de ouro | Medalha de prata | Medalha de bronze |   |
| ----- | ------------------ | --------------- | ---------------- | ----------------- | - |
| 1     | USA Estados Unidos | 1               | 1                | 1                 | 3 |